# Centro storico di Lima
Situato principalmente nel centro della città o nelle zone di Cercado de Lima e Rímac, il Centro storico di Lima è tra le mete turistiche più importanti del Perù.

## Fondazione

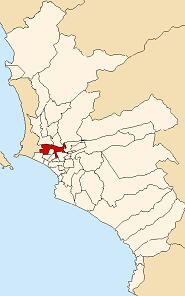
Mappa di Lima

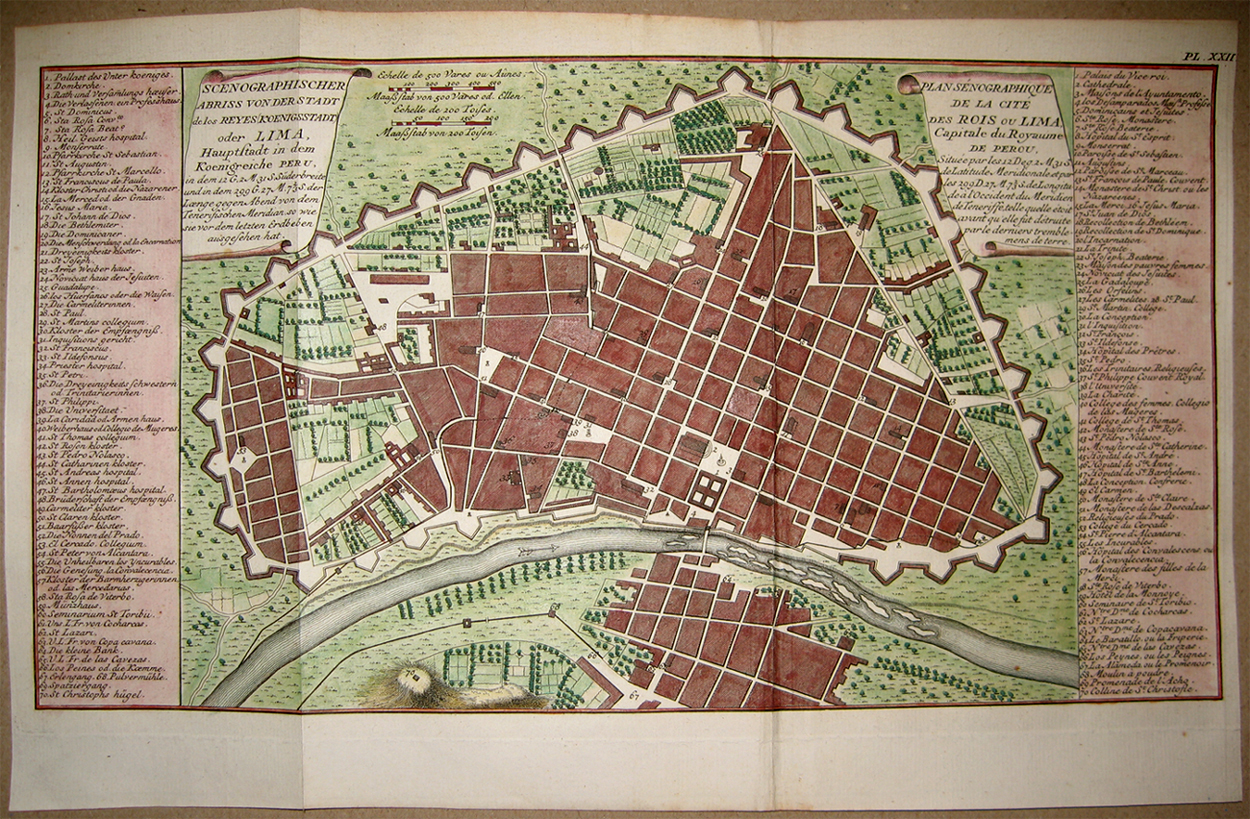
Mappa della città di Lima con le mura del 1750.

La città di Lima, capitale del Perù, fu fondata da Francisco Pizarro il 18 gennaio 1535 e le fu dato il nome di Città dei Re. Tuttavia, con il tempo è persistito il suo nome originale, che potrebbe avere due origini: o dalla lingua aymara lima-limaq (che significa "fiore giallo"), o dalla pronuncia spagnola della parola quechua rimaq (che significa "parlatore", e in realtà scritto e pronunciato limaq nelle vicine lingue quechua). A nulla vale che la stessa parola quechua sia anche all'origine del nome dato al fiume che alimenta la città, il fiume Rímac (pronunciato come nelle lingue quechua II politicamente dominanti, con una "r" invece di una "l"). Le prime mappe del Perù mostrano i due nomi visualizzati insieme.
Nel 1988 l'UNESCO ha dichiarato il centro storico di Lima Patrimonio dell'Umanità per la sua originalità e l'alta concentrazione di monumenti storici costruiti al tempo della presenza spagnola.

## Balconi di Lima

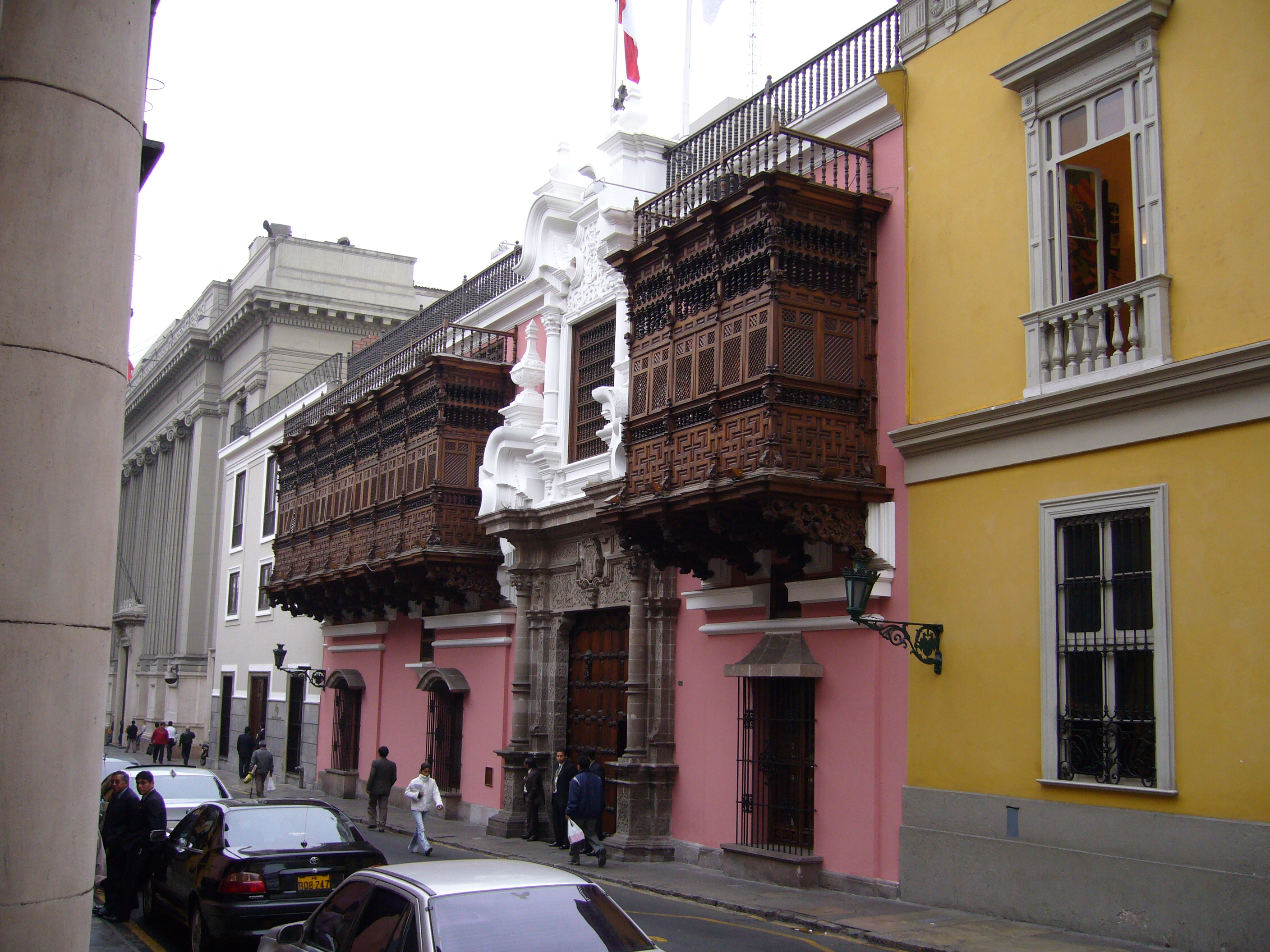
Facciata del Palazzo Torre Tagle

Tra le strutture nel centro storico di Lima, caratteristici sono più di 1600 balconi che furono costruiti al tempo del vicereame così come nella repubblica. Per mantenerne la conservazione, il Comune di Lima ha invitato privati e aziende ad adottare un balcone per mantenerli come se fossero nuovi. L'abbondanza di questi balconi aggiunge particolare armonia e originalità a questa parte della città.

## Stravaganza coloniale
Al tempo del vicereame del Perù la città venne sviluppata come un'opera d'arte, con sfarzosa magnificenza e grandezza degne di una vita di corte quasi leggendaria. 
L'autorità del viceré, come rappresentante della monarchia spagnola, era particolarmente importante, poiché la sua nomina supponeva un'importante ascesa e il felice culmine della carriera nell'amministrazione coloniale.
Gli ingressi a Lima dei nuovi viceré erano particolarmente sontuosi. Per l'occasione le strade erano pavimentate con lingotti d'argento dalle porte della città fino al Palazzo del Viceré.

## Monumenti principali

### Palazzo Arcivescovile
Il Palazzo Arcivescovile è la residenza dell'Arcivescovo di Lima, una popolare attrazione turistica nel centro storico della città. La costruzione della prima grande chiesa fu avviata nel 1535. Papa Paolo III lo trasformò in sede vescovile nel 1541. Nel 1547 Lima fu elevata ad arcidiocesi, trasformandosi per un breve periodo nella più estesa circoscrizione ecclesiastica del mondo. La patrona della sede episcopale è Santa Rosa da Lima.

### Museo d'Arte Italiana
Il Museo d'arte italiana è l'unico museo d'arte europea del Perù. Possiede un'ampia collezione di dipinti, sculture, disegni, stampe e ceramiche realizzati da artisti italiani dell'inizio del XX secolo, oltre a una raccolta di 35 dipinti italiani contemporanei.

### Casa di Aliaga
Questa casa fu costruita nel 1535 su un santuario precolombiano. Fu costruito nello stesso giorno della fondazione della città ed è stato abitato stabilmente dai discendenti del primo proprietario, Jerónimo de Aliaga, alfiere e tesoriere di Francisco Pizarro. Questa casa è la dimora più antica della città e si affaccia sul Palazzo del Governo, già sede del dominio di Pizarro, in una via laterale. Le sue sale ampie e lussuose e il suo patio interno hanno tutte le caratteristiche dei palazzi più importanti dell'epoca vicereale. Dato il perfetto stato di conservazione, in circostanze particolari questa dimora ospita alcuni eventi culturali. La villa, ancora oggi casa privata, può essere visitata previo accordo con una quota di iscrizione di circa 11 USD.

### Casa di Oidor

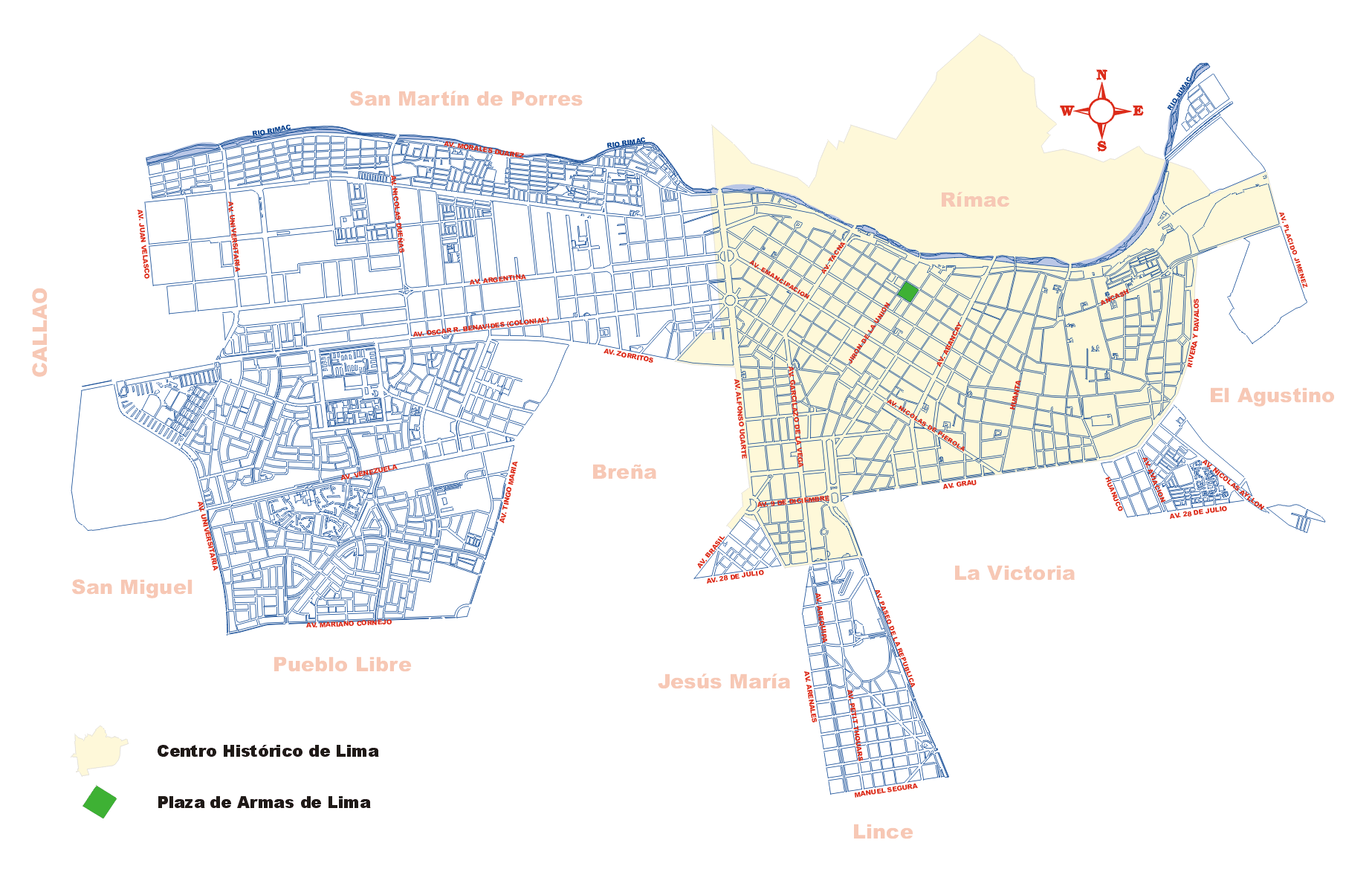
Mappa del centro storico di Lima.

In questa casa, una delle più antiche della città, visse l'Oidor, che fu nominato dalla monarchia spagnola per operare nell'amministrazione coloniale. L'Oidor aveva la funzione di attraversare il territorio amministrato per controllarne il governo e a tal fine si avvalse del viceré come consulente.

### Casa di Pilato
Questa è una delle case più antiche di Lima, costruita nel 1590 da un sacerdote gesuita di nome Ruiz Portillo. Il nome di questa grande casa fu dato dagli spagnoli che arrivarono e affermarono la somiglianza della casa con una di Siviglia.

### Casa Goyeneche
Questa è una delle case più notevoli del centro storico, costruita a metà del XVIII secolo con influenza francese. Si trova preservata nel suo stato originale, con i suoi balconi tipici della Lima coloniale.

### Casa Riva Agüero
Questa casa fu costruita nel XVIII secolo dalla famiglia Riva Agüero, il cui ultimo membro, l'intellettuale José de la Riva-Agüero, la donò alla Pontificia Università Cattolica del Perù. Attualmente Casa Agüero è adibita a sede dell'Istituto Riva, che conserva un interessante archivio storico e una biblioteca, mentre viene contemporaneamente utilizzato dal locale Museo di Arte Popolare del'università.

### Basilica Cattedrale

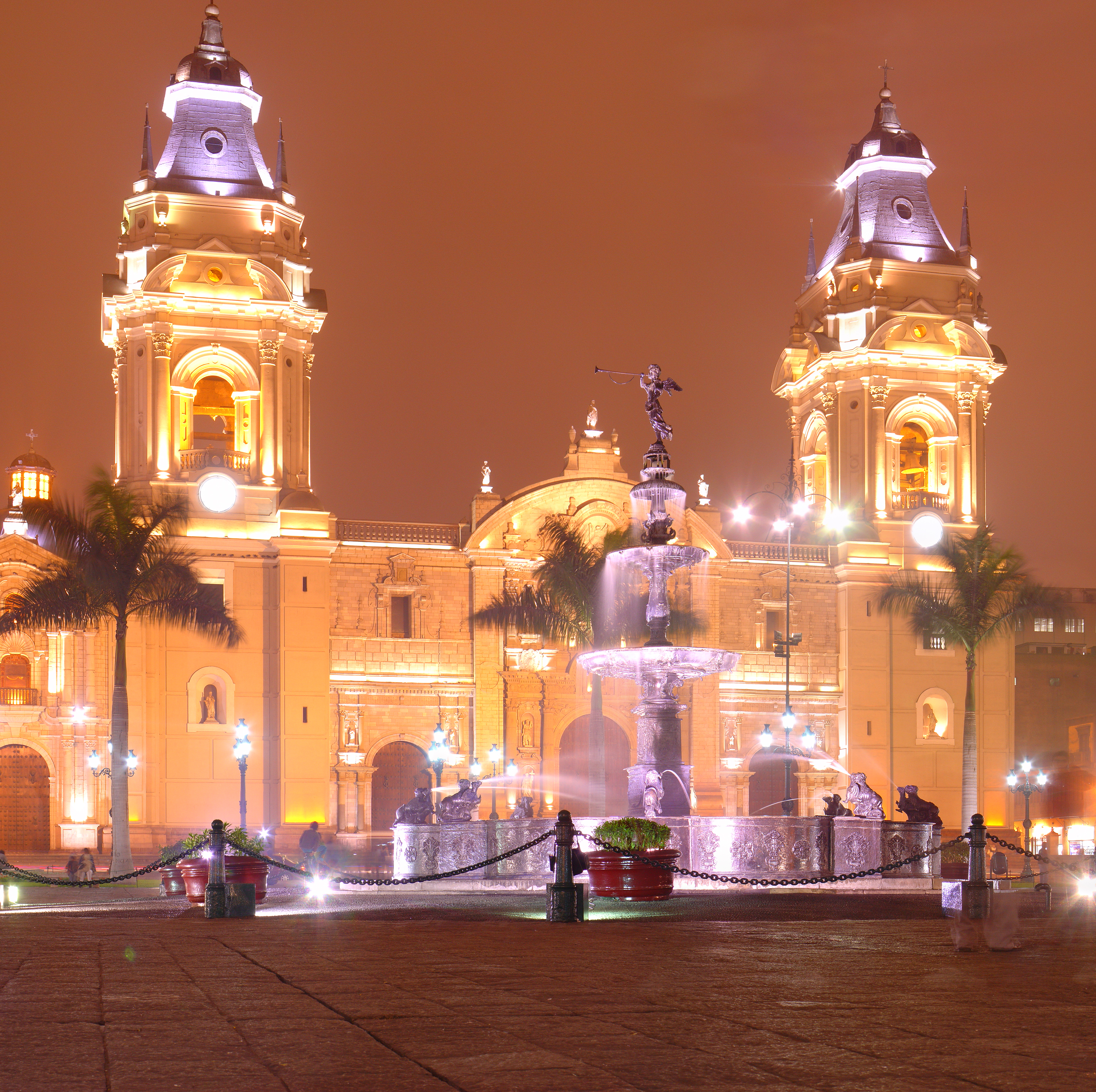
Vista notturna della Cattedrale di Lima illuminata. In primo piano è la fontana rinascimentale del viceré conte di Salvatierra.

La costruzione della Cattedrale di Lima iniziò nel 1535, lo stesso anno in cui fu fondata la città. La Cattedrale di Lima presenta un'architettura tipica dell'era coloniale spagnola. I banchi della cattedrale e le panche del coro sono di straordinaria qualità. L'altare maggiore è placcato in oro e presenta immagini dell'era coloniale. All'interno della cattedrale si trovano le ceneri di Francisco Pizarro, il fondatore di Lima. Ogni anno, nel mese del patriottismo, si celebra il Te Deum in ringraziamento per l'indipendenza dalla Spagna. Il cardinale Juan Luis Cipriani ha ripreso l'usanza di celebrare la messa tutte le domeniche alle 11:00. Nel 2005 il sindaco di Lima ha sviluppato il progetto di illuminare l'esterno della cattedrale con nuove luci.

### Basilica di Nostra Signora del Rosario e Convento di San Domenico

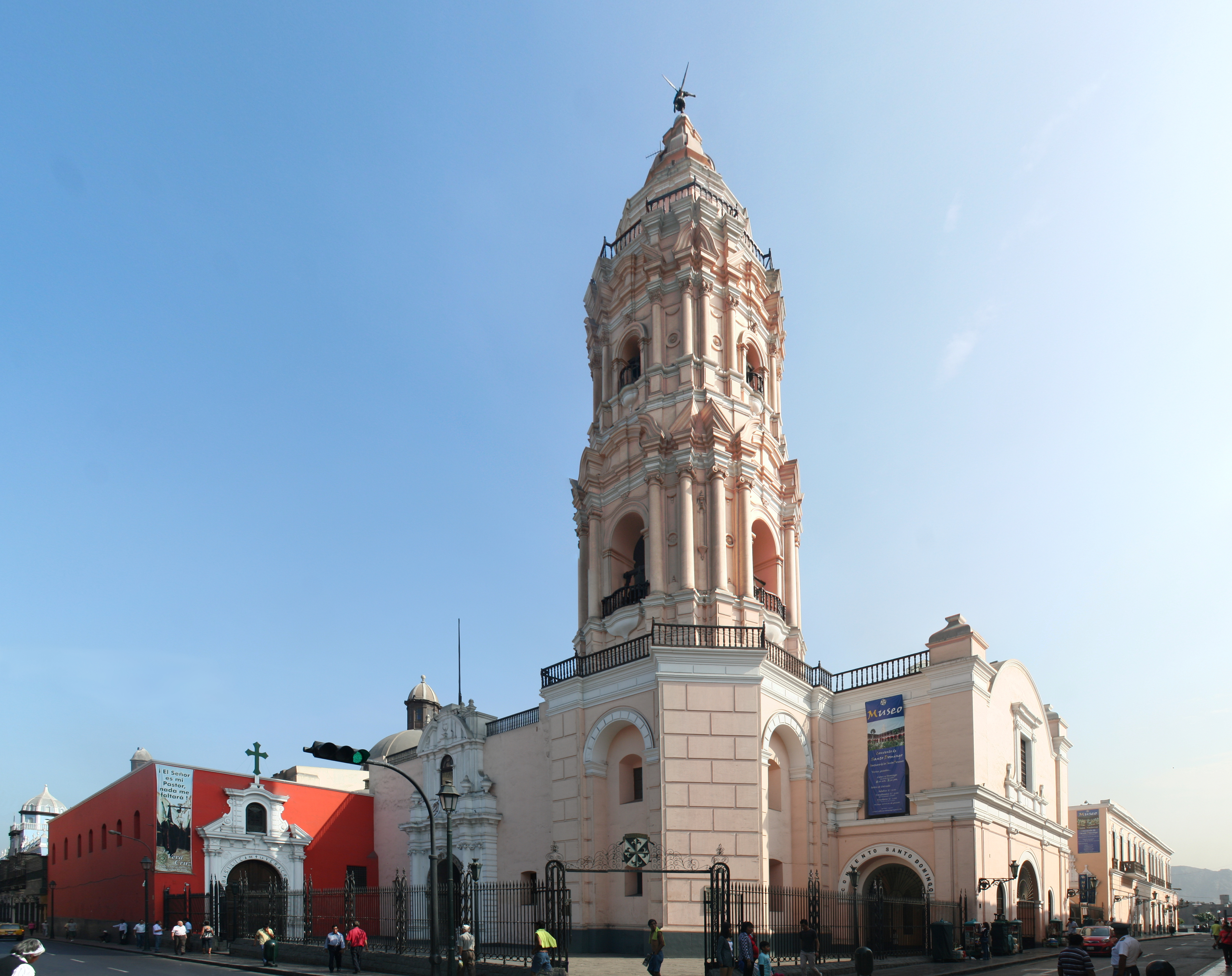
Convento di San Domenico

Ci sono voluti più di cinque decenni per la costruzione della chiesa e del Convento di San Domenico, perché il progetto iniziò contemporaneamente alla fondazione di Lima e terminò alla fine del XVI secolo. La chiesa è composta da tre navate con le pareti del coro scolpite in legno di cedro. La chiesa è coronata da una grande cupola. L'interno mostra immagini dei primi anni della città e anche un'immagine della Vergine del Rosario, patrona della città, arrivata per la prima volta nella Valle del Rímac, che ha una profonda relazione con i santi peruviani e per la notevole devozione che suscita nella popolazione fu incoronata nel 1927 in un evento unico nella storia religiosa del paese. Inoltre il convento presenta interessanti chiostri e cortili in stile sivigliano, con le loro tipiche piastrelle. La sua sala capitolare è in stile barocco. È qui che nel 1551 fu fondata l'Università Nazionale di San Marcos, la prima delle Americhe. Il tempio di Nostra Signora del Rosario (nome originario della chiesa di Santo Domingo) è stato elevato alla categoria di basilica nel 1930, e al suo interno si trova l'Altare dei Santi peruviani, visitato ogni anno da migliaia di residenti in Perù e da molti stranieri.

### Basilica e Convento di San Francisco

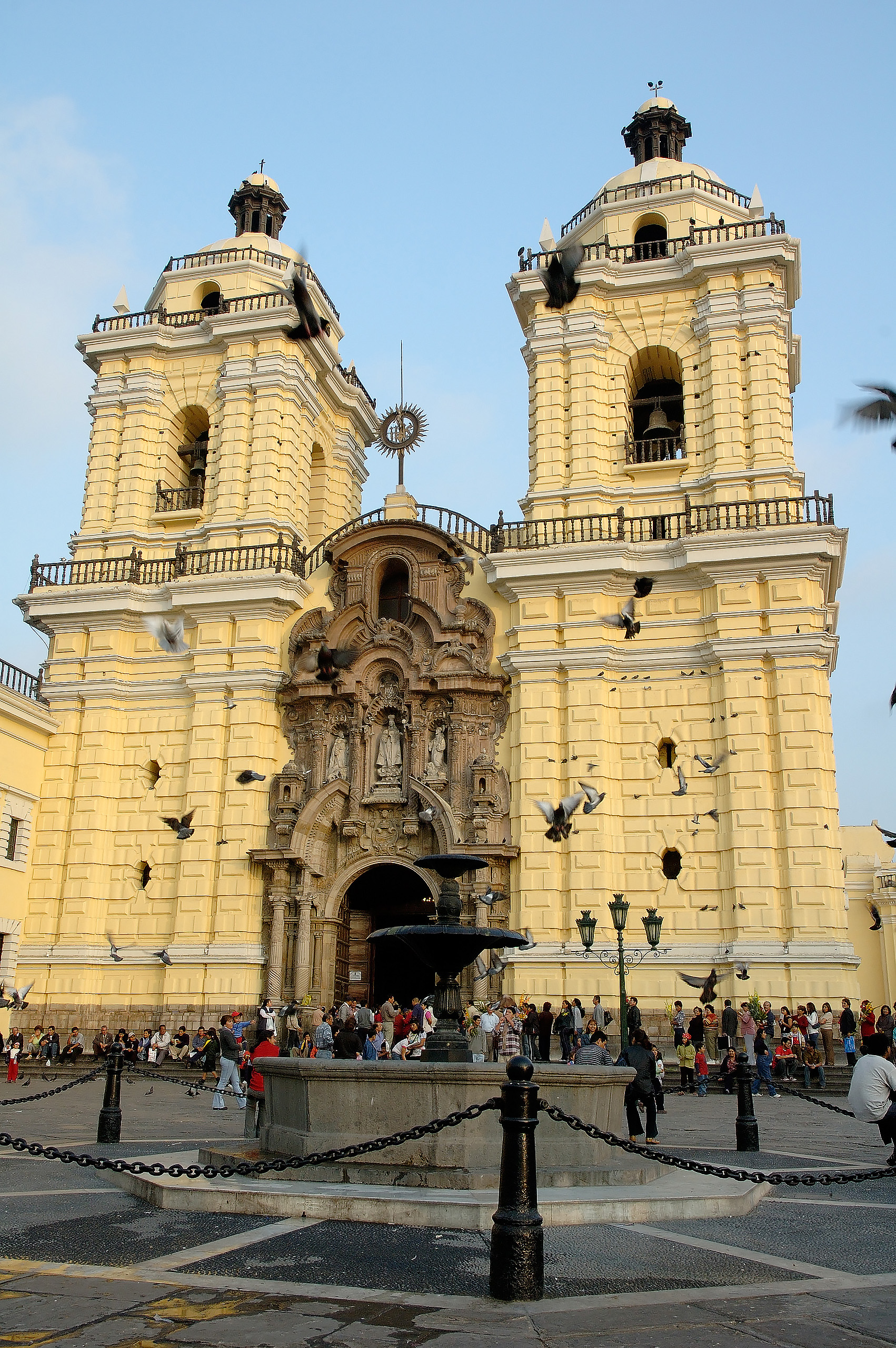
La chiesa di San Francisco, espressione del barocco spagnolo a Lima.

Questo complesso architettonico fu costruito nel XVII secolo ed è costituito dalla chiesa e dal convento di San Francesco, nonché dalle cappelle della Solitudine e del Miracolo. Durante la visita si possono apprezzare i chiostri, i cortili decorati con piastrelle sivigliane e la biblioteca. Qui è la sede del Museo di Arte Religiosa e della Sala Zurbarán. Sotto questo complesso c'è una rete di gallerie sotterranee e catacombe che erano un cimitero all'epoca coloniale e che sono oggi una meta turistica molto visitata.

### Basilica La Merced
La Chiesa della Mercede fu costruita nel XVIII secolo in stile churrigueresco: osservandola tanto all'esterno quanto all'interno, al visitatore viene un'idea dello splendore dell'architettura dell'epoca. In questa chiesa, ricca di opere d'arte, risaltano l'altare maggiore in onore della Vergine della Mercede e una sagrestia con formelle arabeggianti. Qui è possibile vedere uno delle migliori collezioni di dipinti e statue coloniali della città. La Vergine della Mercede è la patrona delle forze armate della nazione.

### Santuario e Monastero di Las Nazarenas
Santuario dove si venera la principale devozione cattolica peruviana il Signore dei Miracoli, Señor de los Milagros, che è patrono della città. Fu costruito insieme al Monastero delle suore Nazarene nel XVIII secolo, dopo il terremoto di Lima del 1746.

### Basilica di San Pietro
Chiesa principale della Compagnia di Gesù in Perù, fu costruita nel 1638 come Chiesa di San Paolo apostolo; dal 1767 si chiama San Pietro.

### Palazzo del Governo
Il Palazzo del Governo è la residenza del Presidente della Repubblica. Il suo nome originale era Casa di Pizarro ma informalmente è designato come il Palazzo del Governo.

### Palazzo Torre Tagle

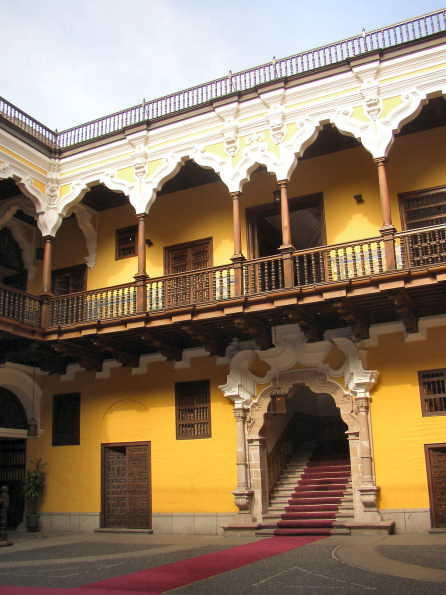
L'interno del Palazzo Torre Tagle

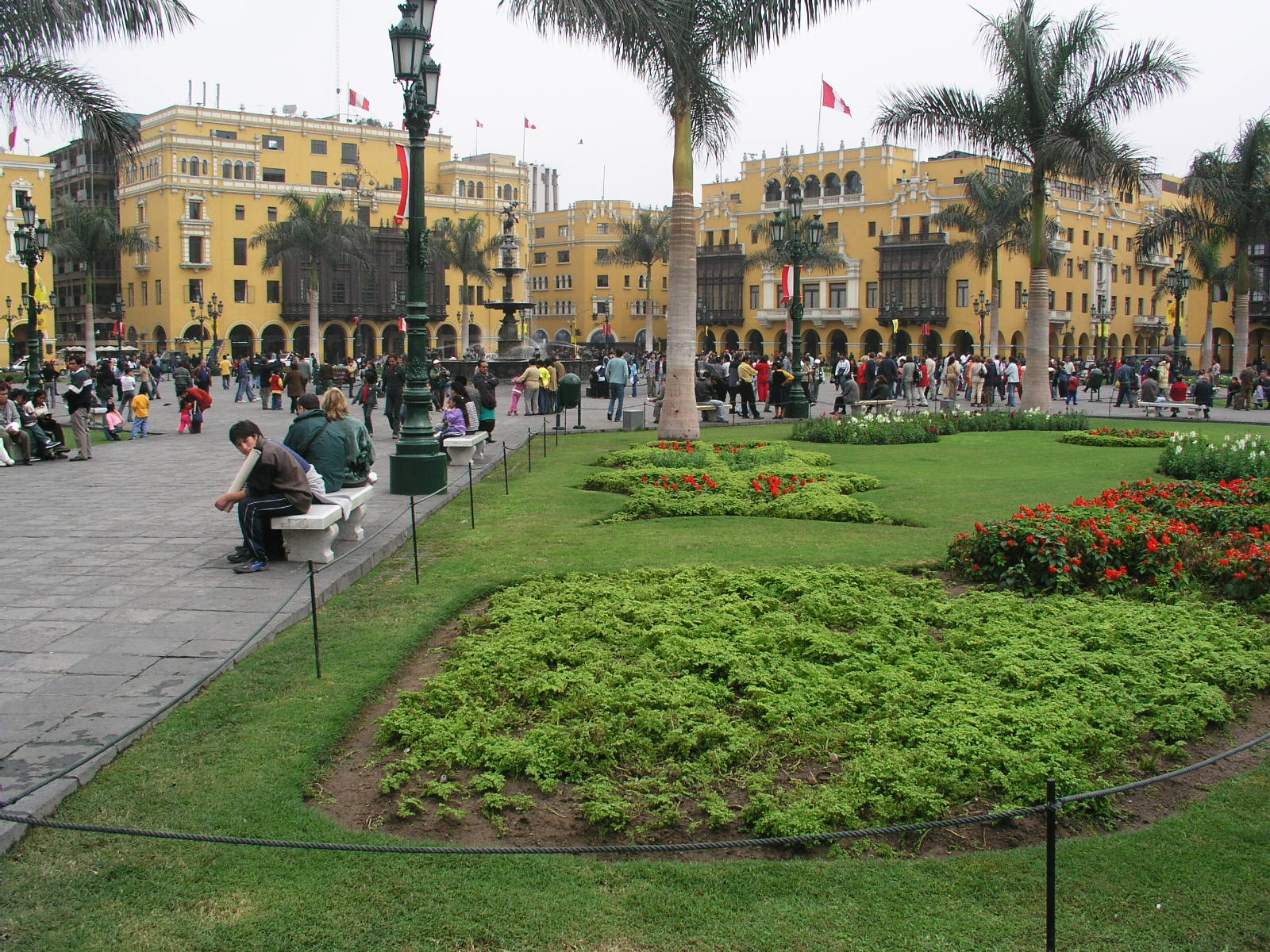
Piazza principale

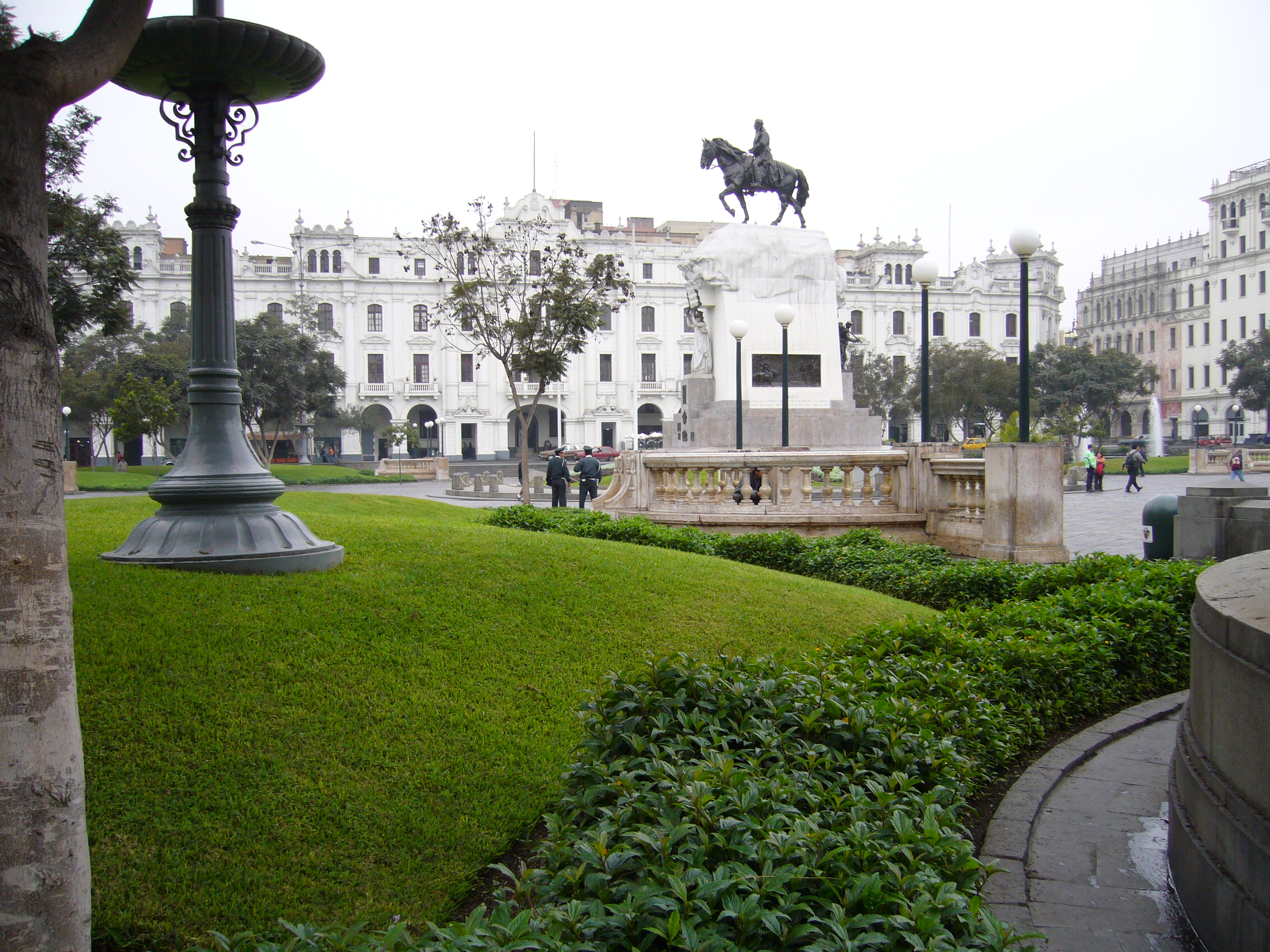
Piazza San Martín

Il Palazzo Torre Tagle è probabilmente il palazzo più significativo costruito all'inizio del XVIII secolo. Inizialmente apparteneva a don Bernardino José di Tagle Portocarrero, quarto ed ultimo Marchese di Torre Tagle. Lo stato peruviano lo ha acquisito nel 1918 e dal 1919 è la sede principale del Ministero degli Affari Esteri del Perù. È fatto di un'architettura che descrive l'originalità dell'arte locale e mostra anche i contributi etnicamente misti del vicereame del Perù, integrandoli armoniosamente. Ha una copertura in pietra scolpita e due balconi, autentici gioielli della Città dei Re, uno dei quali è in perfetto stato conservativo.

### "Casona" dell'Università di San Marcos e Parco Universitario
Questo parco è stato costruito nel 1870. Nel 1921 il parco si trovava dove ora sorge il Centro culturale dell'Università Nazionale di San Marcos. In occasione del centenario dell'indipendenza della nazione, la colonia tedesca fece costruire la Torre dell'Orologio alta 30 metri. A mezzogiorno le sue campane suonano le note dell'inno nazionale.

### Piazza Maggiore
La Plaza Mayor si trova dove Francisco Pizarro fondò Lima. Inizialmente c'erano piccoli negozi e commercio e fu teatro di un mercato di tori e servì come luogo di esecuzione dei condannati a morte da parte del Tribunale della Santa Inquisizione. Nel 1821 nella Plaza Mayor fu proclamato l'Atto di Indipendenza del Perù. È circondata dal Palazzo del Governo, dal Municipio di Lima, dalla Cattedrale e dal Palazzo Arcivescovile.

### Piazza San Martín
Questa piazza fu inaugurata nel 1921 in occasione del centenario dell'indipendenza del Perù. Nella parte centrale si trova un monumento in onore del generale José de San Martín, realizzato dallo scultore catalano Mariano Benlliure. In questa piazza di edifici importanti, si trova l'ex Hotel Bolívar, che fino al nuovo millennio era il più elegante di Lima, così come il Club Nacional, il luogo di ritrovo e bevute per l'alta società di Lima. La piazza è diventata uno dei tanti luoghi simbolo della città. Due edifici che circondano la piazza hanno preso fuoco negli ultimi anni: il Palazzo Giacoletti, nel 2018, e il Palazzo Marcionelli, nel 2023.

### Piazza Dos de Mayo
Plaza dos de Mayo è una piazza costruita nel 1874 dal governo peruviano per commemorare la battaglia di Callao avvenuta il 2 maggio 1866.

### Corte del Sant'Uffizio
Il Tribunale del Sant'Uffizio fu istituito nel 1569 con lo scopo di sanzionare eresie e altri crimini contro la fede cattolica. La sua abolizione risale al 1820. Sulla parte esterna di questo monumento è possibile vedere un imponente portico neoclassico e, nel salone principale, un pregevole soffitto in legno intagliato, considerato il migliore della città.